# Schloss Bruntál

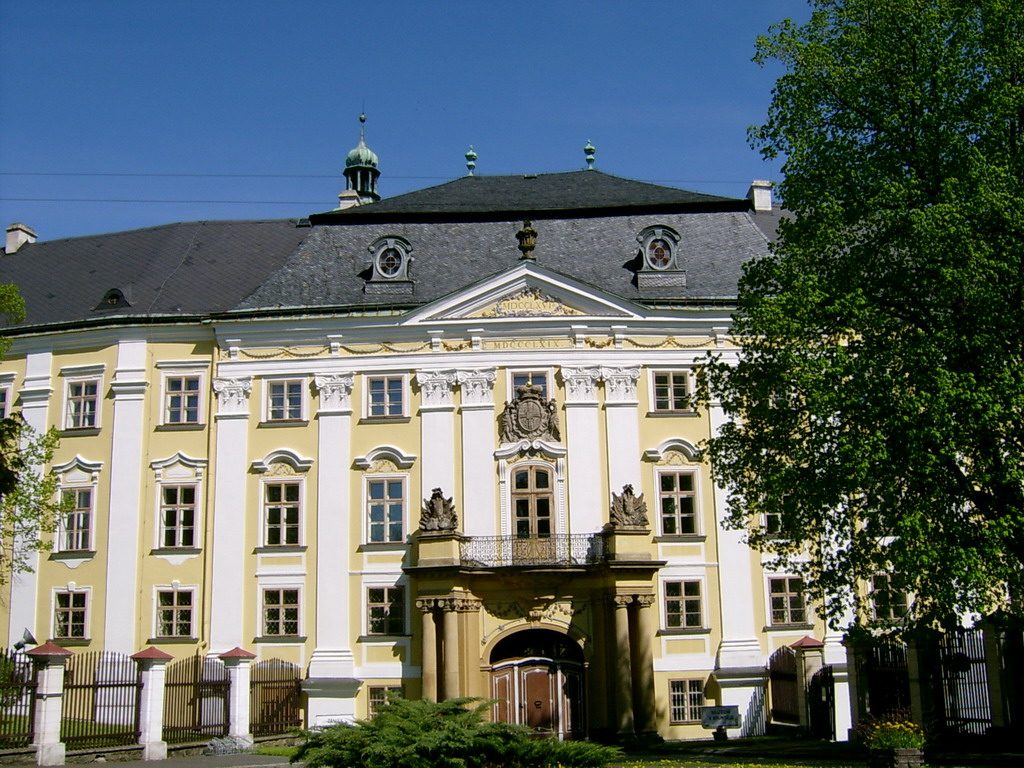
Schloss Bruntál

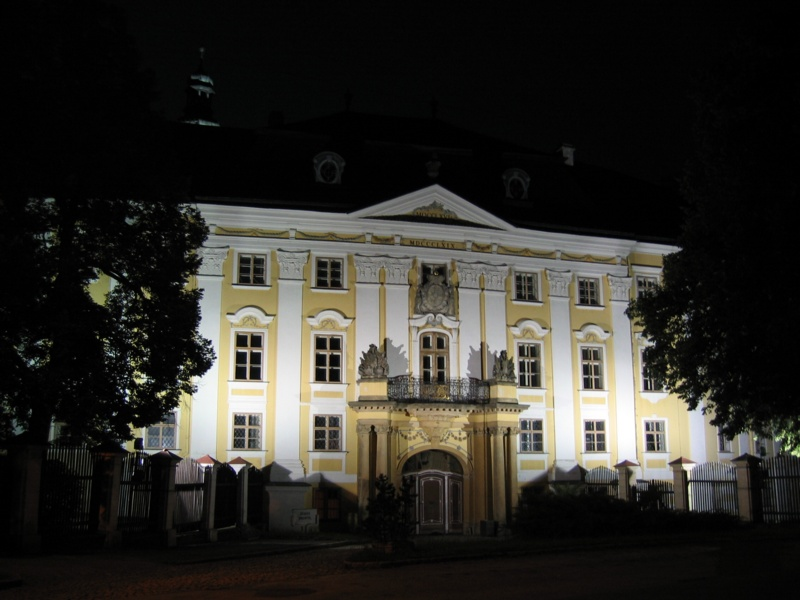
Schloss Bruntál

Das Schloss Bruntál (Schloss Freudenthal) liegt in Bruntál im Altvatergebirge, Tschechien.
Das Schloss wurde auf dem Platz einer bis in das 14. Jahrhundert zurückreichenden gotischen Burganlage nach 1560 durch die Herren von Würben, einem schlesisch-mährischen Rittergeschlecht, im Renaissancestil errichtet. Wegen ihrer Beteiligung am Ständeaufstand von 1618 verlor dieser Zweig der Familie von Würben nach der Schlacht am Weißen Berg 1620 seinen Besitz. Das Schloss wurde konfisziert und dem Deutschen Orden übergeben, der es in den Jahren 1766 bis 1769 im Barockstil umbauen ließ.
Aus der Zeit vor dem Umbau blieben die Arkaden auf dem Hof, der Uhrturm sowie einige weitere Gebäudeteile erhalten. Weitere Umbauten 1838 bis 1840 und Anfang des 20. Jahrhunderts betrafen den Innenausbau und den Schlosspark.
26 Säle im ersten Stockwerk sind mit wertvollen Möbeln aus dem Ende des 18. und 19. Jahrhunderts ausgestattet. Beachtenswert ist die Schlossgalerie mit Werken italienischer, holländischer und deutscher Meister aus dem 16. bis 18. Jahrhundert sowie die Jagdwaffenkammer und die Schlossbibliothek. Im Erdgeschoss befinden sich neben der Kapelle die Überreste der früheren Pferdestallungen und die ältesten Säle des Schlosses, die heute für Schlosskonzerte genutzt werden.
1939 wurde der Deutsche Orden von den Nationalsozialisten enteignet und das Schloss beschlagnahmt. 1946 ging es in das Eigentum der damaligen Tschechoslowakei über.